# Euporus ignicollis
Euporus ignicollis är en skalbaggsart som beskrevs av Francis Polkinghorne Pascoe 1864. Euporus ignicollis ingår i släktet Euporus och familjen långhorningar.
Artens utbredningsområde är:
- Botswana.
- Zimbabwe.

Inga underarter finns listade i Catalogue of Life.